# Eois borrata
Eois borrata är en fjärilsart som beskrevs av Paul Dognin 1893. Eois borrata ingår i släktet Eois och familjen mätare. Inga underarter finns listade i Catalogue of Life.